# Cult (álbum de Savant)
Cult es el noveno álbum lanzado por el productor de complextro Aleksander Vinter, y el séptimo bajo el alias de Savant. El mismo fue lanzado el 7 de julio de 2013 por la discográfica Section Z. Savant publicó además en su página de Facebook otras cuatro canciones extras de descarga gratuita que irían con este álbum.

## Lista de canciones
| N.º   | Título                     | Duración |  |
| 1.    | «Robin Hood»               | 5:03     |  |
| 2.    | «Night Owl»                | 3:13     |  |
| 3.    | «Kali 47»                  | 5:18     |  |
| 4.    | «Forbidden» (con Kaster)   | 8:39     |  |
| 5.    | «Patriots»                 | 4:28     |  |
| 6.    | «West Coast»               | 3:39     |  |
| 7.    | «Can't Touch This»         | 3:05     |  |
| 8.    | «Virgin»                   | 3:02     |  |
| 9.    | «Chop It» (con Gino Sydal) | 4:19     |  |
| 10.   | «Butterfly»                | 4:19     |  |
| 44:54 |                            |          |  |

| Bonus tracks |                            |          |  |
| N.º          | Título                     | Duración |  |
| 11.          | «Catharsis»                | 5:48     |  |
| 12.          | «Stereophobia» (con Sikis) | 4:33     |  |
| 13.          | «Black Pearls»             | 4:13     |  |
| 14.          | «Sins»                     | 5:04     |  |
| 1:04:34      |                            |          |  |